# Списак совјетских тенкова
У тренутку избијања Другог светског рата Совјетски Савез је био светска велесила. Само са 12000 примерака тенка Т-26 1940. године он је имао више тенкова него све друге тадашње велесиле заједно. Та чињеница је била 1941. године уједно пример снаге и слабости комунистичког царства пошто су ти тенкови почетком рата били због своје застарелости више терет него корист. Други проблем Црвене армије су биле крваве Стаљинове чистке које су уништиле официрски кор оклопних дивизија поставивши на њихов врх политички подобне, али војно неспособне заповеднике.
Тенкови Црвене армије су били:
| Тенкови | Тенкови         | Тенкови              | Тенкови     | Тенкови      |
| Возило  | Земља порекла   | Године експлоатације | Тип         | Бројно стање |
| ------- | --------------- | -------------------- | ----------- | ------------ |
| Т-18    | Француска/ СССР |                      | лаки тенк   |              |
| Т-26    | СССР            | 1931–1945            | лаки тенк   |              |
| БТ-2    | СССР            |                      | лаки тенк   |              |
| БТ-5    | СССР            |                      | лаки тенк   |              |
| БТ-7    | СССР            |                      | лаки тенк   |              |
| Т-28    | СССР            | 1938-                | средњи тенк |              |
| Т-35    | СССР            | 1935-1941            | тешки тенк  |              |
| КВ-1    | СССР            | 1940-1944            | тешки тенк  |              |
| Т-34    | СССР            | 1940-?               | средњи тенк |              |
| КВ-2    | СССР            | 1941-1942            | тешки тенк  |              |
| Т-40    | СССР            |                      | лаки тенк   |              |
| Т-50    | СССР            | 1941-                | лаки тенк   |              |
| Т-60    | СССР            | 1941-1945            | лаки тенк   |              |
| Т-70    | СССР            | 1942-1948            | средњи тенк |              |
| Т-80    | СССР            | 1943-                | лаки тенк   |              |
| КВ-85   | СССР            | 1943-1945            | тешки тенк  |              |
| Т-44    | СССР            | 1945-?               | средњи тенк |              |
| ЈС-1    | СССР            | 1943-?               | тешки тенк  |              |
| ЈС-2    | СССР            | 1944-1995            | тешки тенк  |              |
| ЈС-3    | СССР            | 1945-1993            | тешки тенк  |              |